# Villán de Tordesillas (kommunhuvudort)
Villán de Tordesillas är en kommunhuvudort i Spanien.   Den ligger i provinsen Provincia de Valladolid och regionen Kastilien och Leon, i den centrala delen av landet, 170 km nordväst om huvudstaden Madrid. Villán de Tordesillas ligger 755 meter över havet och antalet invånare är 174.
Terrängen runt Villán de Tordesillas är huvudsakligen platt, men österut är den kuperad. Runt Villán de Tordesillas är det tätbefolkat, med 383 invånare per kvadratkilometer. Närmaste större samhälle är Valladolid, 17,9 km öster om Villán de Tordesillas. Trakten runt Villán de Tordesillas består till största delen av jordbruksmark.